# Opolenec
Opolenec je malá vesnice, část města Kašperské Hory v okrese Klatovy v Plzeňském kraji. Nachází se asi tři kilometry severozápadně od Kašperských Hor. Je zde evidováno 38 adres. V roce 2011 zde trvale žil jeden obyvatel.
Opolenec je také název katastrálního území o rozloze 3,44 km².

## Historie
První písemná zmínka o vesnici pochází z roku 1584. Z panství hradu Kašperku připadla do majetku města Kašperských Hor. Je spojena s dávným rýžováním zlata na Opoleneckém potoce a rebelií místních sedláků koncem 17. století.

## Obyvatelstvo
| Rok            | 1869 | 1880 | 1890 | 1900 | 1910 | 1921 | 1930 | 1950 | 1961 | 1970 | 1980 | 1991 | 2001 | 2011 | 2021 |
| -------------- | ---- | ---- | ---- | ---- | ---- | ---- | ---- | ---- | ---- | ---- | ---- | ---- | ---- | ---- | ---- |
| Počet obyvatel | 142  | 162  | 162  | 133  | 160  | 179  | 177  | 60   | 24   | 5    | 0    | 0    | 0    | 1    | 3    |
| Počet domů     | 19   | 22   | 23   | 21   | 22   | 25   | 27   | 12   | 12   | 3    | 0    | 0    | 7    | 8    | 8    |

## Obecní správa
Při sčítání lidu v letech 1850–1959 Opolenec byl osadou obce Tuškov v okrese Sušice.
Od roku 1960 je částí města Kašperské Hory v okrese Klatovy.

## Pamětihodnosti
- Dvě kaple (jedna na návsi, druhá na jihovýchodním okraji vesnice) a pamětní kříž (souborně chráněno jako kulturní památka)[11]

## Osobnosti, zde narozené
- Marie Franková, roz. Illnerová - badatelka a spisovatelka, roku 1991 za zásluhy o šumavskou vlastivědu a sbližování lidí z obou stran hranice jmenována čestnou občankou Kašperských Hor

## Galerie

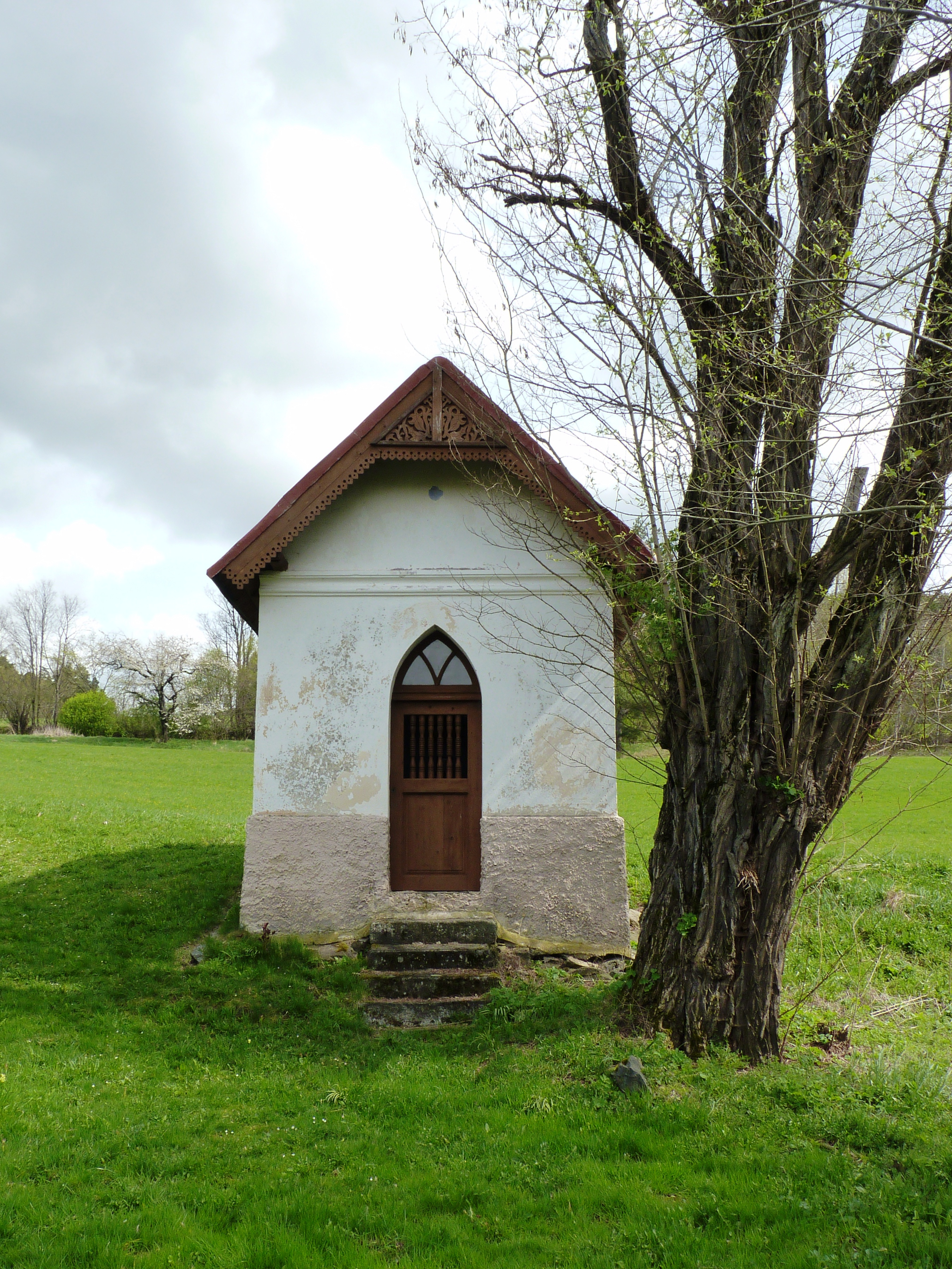
Kaplička